# Lepidostoma varithi
Lepidostoma varithi är en nattsländeart som beskrevs av Malicky och Chantaramongkol 1994. Lepidostoma varithi ingår i släktet Lepidostoma och familjen kantrörsnattsländor. Inga underarter finns listade i Catalogue of Life.